# 保良局田家炳千禧小學
保良局田家炳千禧小學（英語：Po Leung Kuk Tin Ka Ping Millennium Primary School，簡稱「田千」），是一所位於大埔大埔滘的小學，鄰近鹿茵山莊及香港日本人學校大埔校，源自1967年創校的保良局田家炳小學下午校，於2002年分拆並遷入現址。

## 歷史
此校前身為保良局田家炳小學的下午校，更前身為位於觀塘秀茂坪（三）邨、於1967年創校的「保良局總理聯誼會丁未小學」，於1983-1991年間曾因觀塘區適齡學童不足，而一度停辦下午校及實行全日制。由於原校所在的秀茂坪邨校舍（現址為同一屋邨的秀樂樓）需於1991年按整體重建計劃封閉，因此獲批准遷往大埔運頭塘邨的新建校舍，並更名為「保良局田家炳小學」，並於翌年復設下午校。
2001年，田家炳小學下午校獲批出現址的新建校舍，並於2002年正式遷入，再更名為「田家炳千禧小學」。至此，兩校皆已實行全日制上課。同年12月11日，此校舉行新校舍啟用典禮。

## 校舍
此校為一所採用後期設計的千禧校舍，佔地4,632平方米，設有30間課室及各種特別室。校舍與毗鄰的港九街坊婦女會孫方中書院同期興建，並共用道路、一個球場及機房等公用設施，均由五洋建設承建，於2002年完工。
值得一提的是，此校亦是踏入21世紀後，全港首批動工的標準校舍之一。

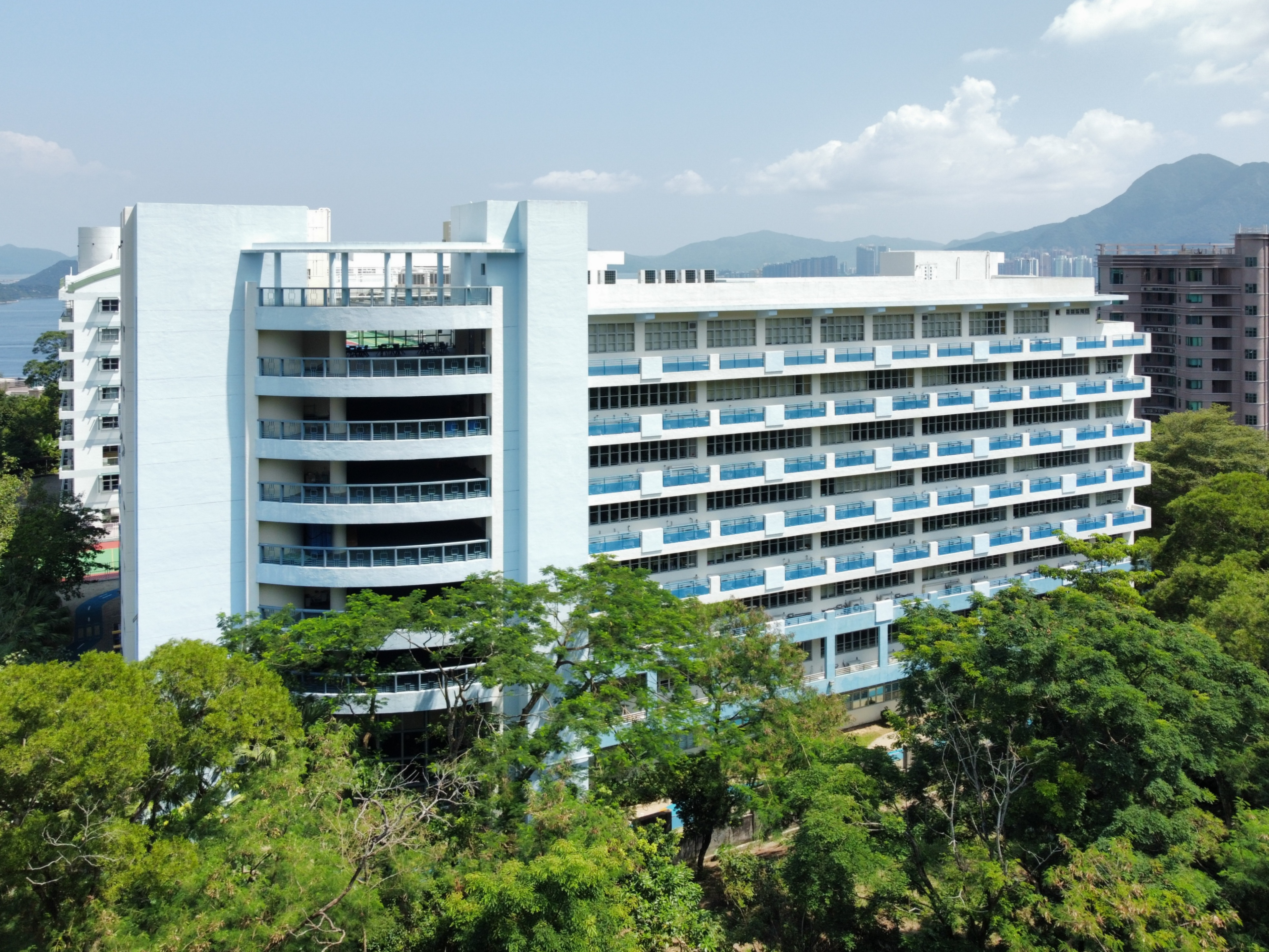
校舍西南面
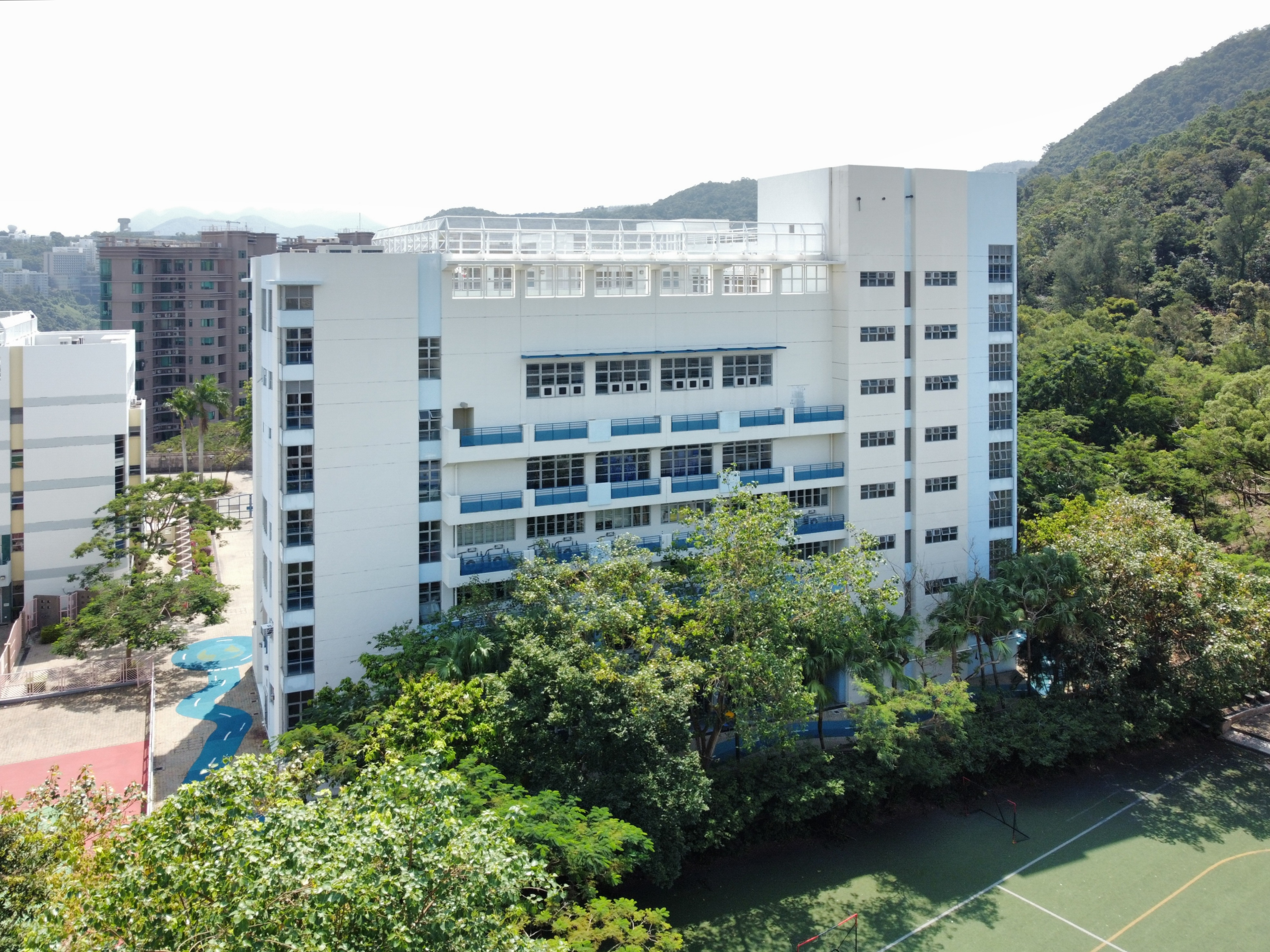
校舍西北面

## 歷屆行政人員

### 校長
- 冼儉偉先生（2002年-2018年，首任校長，從田家炳小學下午校過渡）[7][11]
- 陳寶玲女士（2018年起，現任校長）

### 副校長
- 陳群好女士（？-2017年，後轉職至港澳信義會明道小學）
- 陳惠儀女士（？-2019年）
- 潘綺雯女士（2020年-2024年）
- 陳志誠先生（2021年起，現任副校長）
- 李念容女士 (2024年起，現任副校長)

## 著名/傑出校友
- 吳海昕：香港女藝人（保良局田家炳小學下午校畢業）
- 駱胤鳴：香港歌手（2003年畢業）
- 許穎婷：海外港人組織「我們都是香港人」總監、前學民思潮成員
- 源菲然：香港女藝人

## 註解
1. ↑  後增至32間

## 外部連結
- 保良局田家炳千禧小學網站 （页面存档备份，存于）